# Lukavica (Zvolen)
Lukavica (ungarisch Lukoca – bis 1888 Lukavica) ist eine Gemeinde in der Mittelslowakei mit 287 Einwohnern (Stand 31. Dezember 2024) und gehört zum Okres Zvolen, einem Kreis des Banskobystrický kraj.

## Geographie
Die Gemeinde befindet sich im bergigen Teil des Talkessels Zvolenská kotlina im Tal des Baches Lukavica. Das Ortszentrum liegt auf einer Höhe von 340 m n.m. und ist sieben Kilometer von Sliač sowie 12 Kilometer von Zvolen entfernt.

Nachbargemeinden sind Dolná Mičiná im Norden, Sebedín-Bečov im Osten, Sliač (Stadtteil Sampor) im Süden, Veľká Lúka im Westen und Hronsek im Nordwesten.

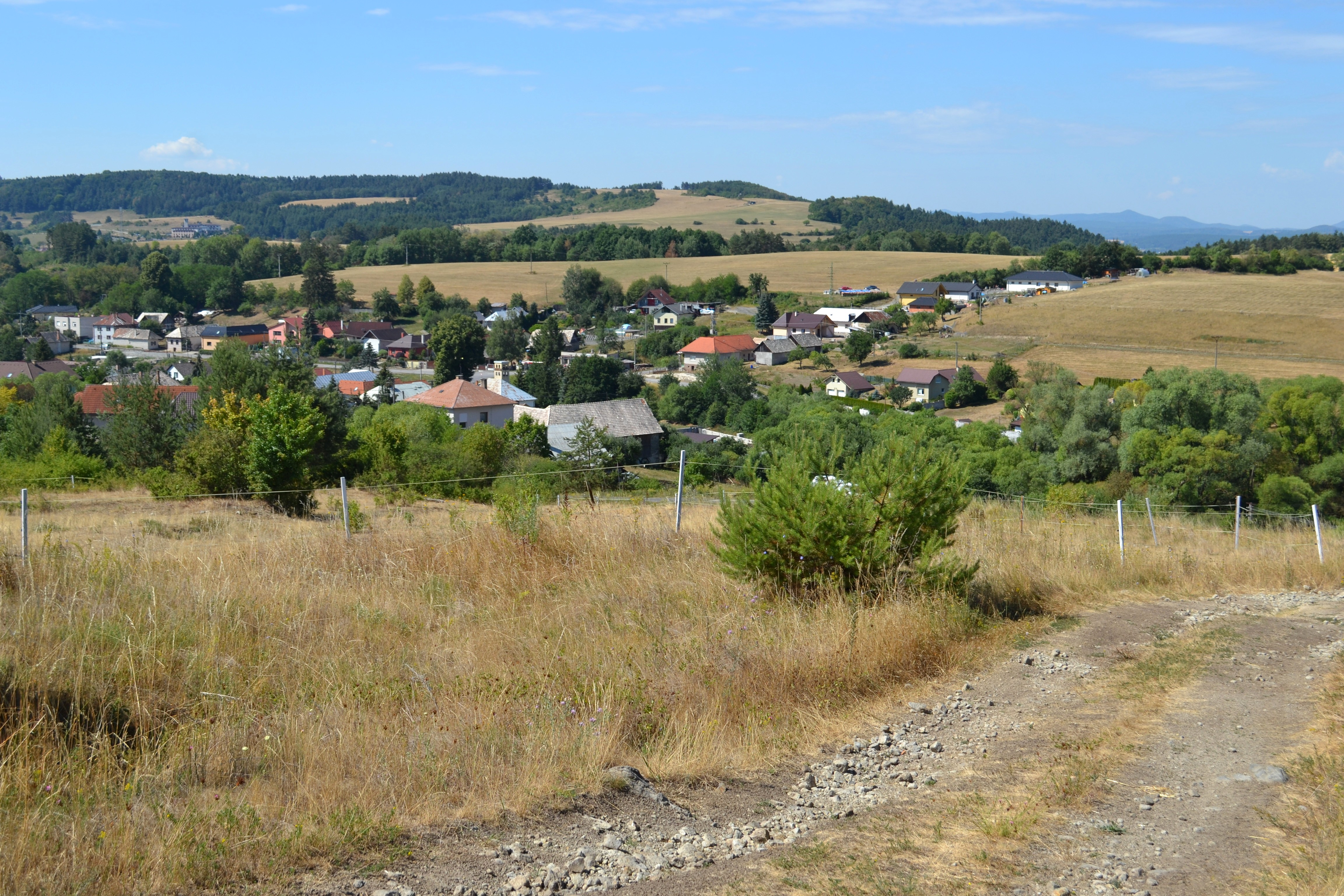
Lukavica

## Geschichte
Lukavica wurde zum ersten Mal 1389 als Lukauicha schriftlich erwähnt. 1424 gehörte ein Teil als Untertanendorf zum Herrschaftsgebiet von Sohl und der zweite Teil der landadligen Familie Lukavický.  Zwischen 1582 und 1660 war Lukavica gegenüber dem Osmanischen Reich tributpflichtig. Die Einwohner waren einst als Vogelfänger bekannt: nach dem Historiker Matej Bel fand jährlich im Herbst ein organisiertes Vogelfang-Wettbewerb statt.
Bis 1918 gehörte der im Komitat Sohl liegende Ort zum Königreich Ungarn und kam danach zur Tschechoslowakei beziehungsweise heute Slowakei.

## Bevölkerung
| Jahr                | 1994 | 2004    | 2014     | 2024     |
| ------------------- | ---- | ------- | -------- | -------- |
| Anzahl der Personen | 153  | 143     | 165      | 287      |
| Unterschied         |      | −6,53 % | +15,38 % | +73,93 % |

| Jahr                | 2023 | 2024    |
| ------------------- | ---- | ------- |
| Anzahl der Personen | 284  | 287     |
| Unterschied         |      | +1,05 % |

Nach der Volkszählung 2011 wohnten in Lukavica 149 Einwohner, davon 147 Slowaken. Zwei Einwohner machten keine Angabe zur Ethnie.
76 Einwohner bekannten sich zur Evangelischen Kirche A. B., 34 Einwohner zur römisch-katholischen Kirche, zwei Einwohner zur orthodoxen Kirche und ein Einwohner zur reformierten Kirche; ein Einwohner bekannte sich zu einer anderen Konfession. 25 Einwohner waren konfessionslos und bei 10 Einwohnern wurde die Konfession nicht ermittelt.

## Bauwerke und Denkmäler
- Glockenturm im neogotischen Stil aus dem Ende des 19. Jahrhunderts